# 189264 Gerardjeong
189264 Gerardjeong este un asteroid din centura principală de asteroizi.

## Descriere
189264 Gerardjeong este un asteroid din centura principală de asteroizi. A fost descoperit pe 10 aprilie 2005 la Mount Lemmon de Albert D. Grauer. Asteroidul prezintă o orbită caracterizată de o semiaxă mare de 3,11 ua, o excentricitate de 0,08 și o înclinație de 9,6° în raport cu ecliptica.